# Domenico Cecchini
Domenico Cecchini (Roma, 7 de fevereiro de 1589 - Roma, 1º de maio de 1656) foi um cardeal do século XVII

## Biografia
Nasceu em Roma em 7 de fevereiro de 1589, de família patrícia. Filho de Domizio Cecchini e Fausta Capizucchi.
Estudos iniciais em Roma; depois, frequentou a Universidade de Perugia, onde obteve o doutorado em direito..
Retornou a Roma e aprendeu a prática da Cúria Romana sob Giambattista Pamphilj e Alessandro Ludovisi, auditores da Sagrada Rota Romana e futuros cardeais e papas. Advogado Consistorial no pontificado do Papa Gregório XV (1621-1623). Auditor do Camerlengo da Santa Igreja Romana, sobrinho do Papa Gregório XV. Camareiro Privado. Cânon da basílica patriarcal do Vaticano. Reitor do Ginásio do Arco de Roma. Eleitor do Tribunal da Assinatura Apostólica no pontificado do Papa Urbano VIII (1623-1644). Capelão de Sua Santidade. Auditor de causas do Palácio Apostólico. Auditor do Tribunal da Sagrada Rota Romana 1643. Consultor da Suprema SC da Inquisição Romana e Universal. Datatário de Sua Santidade, 15 de setembro de 1644..
Criado cardeal e reservado in pectore no consistório de 14 de novembro de 1644; publicado no consistório de 6 de março de 1645; recebeu o gorro vermelho e o título de S. Sisto, em 24 de abril de 1645. Caiu em desgraça em 1649 por seu confronto com a poderosa Donna Olympia Maidalchini. Pró-datário de Sua Santidade. Um dos cardeais juízes da causa de Cornelius Janssen, bispo de Ypres. Participou do conclave de 1655, que elegeu o Papa Alexandre VII..
Morreu em Roma em 1º de maio de 1656, às 3 horas da manhã, repentinamente, de uma apoplexia, no palácio romano de Campo Marzio, Monte Citorio, onde residia. Exposto e enterrado na igreja de S. Maria em Trastevere, Roma..